# Maine Red Claws 2013-2014
La stagione 2013-14 dei Maine Red Claws fu la 5ª nella NBA D-League per la franchigia.
I Maine Red Claws arrivarono quarti nella East Division con un record di 19-31, non qualificandosi per i play-off.

## Roster
| N° | Naz.                   | Ruolo | Sportivo          | Anno | Alt. | Peso |
| -- | ---------------------- | ----- | ----------------- | ---- | ---- | ---- |
| 4  | Stati Uniti (bandiera) | G     | Frank Gaines      | 1990 | 191  | 88   |
| 7  | Stati Uniti (bandiera) | G     | Corey Allmond     | 1988 | 188  | 82   |
| 7  | Stati Uniti (bandiera) | G     | Tyshawn Taylor    | 1990 | 191  | 84   |
| 9  | Stati Uniti (bandiera) | G     | Abdul Gaddy       | 1992 | 191  | 88   |
| 10 | Stati Uniti (bandiera) | G     | Marcel Anderson   | 1986 | 183  | 79   |
| 11 | Stati Uniti (bandiera) | G     | Tyler Brown       | 1990 | 191  | 84   |
| 11 | Stati Uniti (bandiera) | G     | Kam Taylor        | 1984 | 188  | 79   |
| 12 | Stati Uniti (bandiera) | GA    | MarShon Brooks    | 1989 | 196  | 91   |
| 12 | Stati Uniti (bandiera) | G     | Jermaine Taylor   | 1986 | 196  | 93   |
| 14 | Stati Uniti (bandiera) | G     | Chris Babb        | 1990 | 196  | 102  |
| 17 | Stati Uniti (bandiera) | G     | Sherwood Brown    | 1991 | 193  | 91   |
| 19 | Stati Uniti (bandiera) | G     | Vander Blue       | 1992 | 196  | 89   |
| 24 | Stati Uniti (bandiera) | A     | Romero Osby       | 1990 | 203  | 105  |
| 32 | Stati Uniti (bandiera) | C     | Ty Walker         | 1989 | 211  | 104  |
| 33 | Stati Uniti (bandiera) | A     | Chris Wright      | 1988 | 203  | 102  |
| 34 | Brasile (bandiera)     | C     | Vitor Faverani    | 1988 | 211  | 118  |
| 42 | Stati Uniti (bandiera) | A     | Damen Bell-Holter | 1990 | 206  | 111  |
| 44 | Stati Uniti (bandiera) | C     | Zeke Marshall     | 1990 | 213  | 107  |
| 50 | Stati Uniti (bandiera) | C     | Daniel Orton      | 1990 | 208  | 125  |

## Staff tecnico
- Allenatore: Mike Taylor
- Vice-allenatori: Tunde Adekola, Ronald Nored
- Preparatore atletico: Ryan Donovan